# Mr. Roboto
"Mr. Roboto" är en sång skriven 1982 av Dennis DeYoung och framförd av Styx på deras konceptalbum Kilroy Was Here 1983.
"Mr. Roboto" tillhör gruppens populäraste sånger. Den är känd för att den innehåller japanska fraser i den engelska texten, bland annat i refrängen: Domo arigato, mister Roboto (domo arigato betyder "tack så mycket"). En del av sångtexten framförs med vocoder, vilket ger den en syntetisk, robotaktig känsla.
Sången ingår i konceptalbumets berättelse om rockmusikern Robert Orin Charles Kilroy som är tillfångatagen av antirockgruppen Majority for Musical Morality ("Majoriteten för musikalisk moral"). Han vaktas av robotar av modellen "Roboto". Han lyckas fly genom att gömma sig i ett tomt robotskal och låtsas vara en av robotarna.
"Mr. Roboto" knyter an till explosionen av användning av teknologi, datorer och robotik under 1980-talet.